# Nokia 2100
Il Nokia 2100 è un telefono cellulare dual band prodotto dall'azienda finlandese Nokia, messo in commercio nel 2003.

## Caratteristiche
- Dimensioni: 105,5 mm × 44,2 mm × 20,7 mm
- Massa: 85,7 g
- Risoluzione display: 84 × 48 pixel in bianco e nero
- Durata batteria in standby: 150 ore (6 giorni)
- Durata batteria in conversazione: 3 ore